# Goianésia do Pará
Goianésia do Pará – miasto i gmina w Brazylii, w stanie Pará. Znajduje się w mezoregionie Sudeste Paraense i mikroregionie Paragominas.